# Сан-Жуан-ду-Сул
Сан-Жуан-ду-Сул (порт. São João do Sul)  —  муниципалитет в Бразилии, входит в штат Санта-Катарина. Составная часть мезорегиона Юг штата Санта-Катарина. Входит в экономико-статистический  микрорегион Арарангуа. Население составляет 7180 человек на 2006 год. Занимает площадь 182,699 км². Плотность населения — 39,3 чел./км².

## История
Город основан 20 декабря 1961 года.

## Статистика
- Валовой внутренний продукт на 2003 составляет 47.427.761,00 реалов (данные: Бразильский институт географии и статистики).
- Валовой внутренний продукт на душу населения на 2003 составляет 6.777,33 реалов (данные: Бразильский институт географии и статистики).
- Индекс развития человеческого потенциала на 2000 составляет 0,758 (данные: Программа развития ООН).